# 趙夙
赵夙（？—？），是中国春秋时期晋国赵氏的领袖，公明之子。祖先是周穆王的卿士趙城造父，因以趙為氏。
前661年（晋献公十六年），晋献公设置上下两军，讨伐霍、魏、耿三个小国，赵夙伐霍。霍、魏、耿三国灭亡，晋献公把耿赐给了赵夙、把魏赐给了毕万。赵夙死后，赵夙的儿子赵共孟的儿子赵衰承襲赵夙擔任赵氏的领袖。《左传》称，赵夙就是赵衰的兄長，不是赵衰的祖父。
| 前任： 公明 | 赵国的祖先 | 繼任： 趙衰 |